# Cribrochalina vasiformis
Cribrochalina vasiformis är en svampdjursart som först beskrevs av Carter 1882.  Cribrochalina vasiformis ingår i släktet Cribrochalina och familjen Niphatidae. Inga underarter finns listade i Catalogue of Life.